# Mycosphaerella iridis
Mycosphaerella iridis är en svampart som först beskrevs av Bernhard Auerswald, och fick sitt nu gällande namn av Joseph Schröter 1894. Mycosphaerella iridis ingår i släktet Mycosphaerella och familjen Mycosphaerellaceae.  Arten är reproducerande i Sverige. Inga underarter finns listade i Catalogue of Life.